# 曼萨 (称谓)
曼萨（Mansa）是曼丁卡语词汇，意为统治者，即国王或皇帝，亦可与伊斯兰教的称谓苏丹对应，是中世纪西非马里帝国的君主称谓。马里帝国在13世纪至15世纪支配西非，曼萨垄断贸易，从而极度富有。松迪亚塔·凯塔是马里帝国的第一位曼萨，他开创了马里帝国凯塔王朝的统治。历史上其他著名的曼萨还有乌利一世和穆萨一世。